# 戴叔倫
戴 叔倫（たい しゅくりん、732年 - 789年）は、中国・唐の詩人。字は幼公（ようこう）、または次公（じこう）。潤州金壇県の出身。

## 略歴
安史の乱の兵乱を避けて鄱陽に移住し、もっぱら学問に励み、蕭穎士の門下に入って随一と謳われた。貞元16年（800年）、進士に及第、杭州新城県の令などを務め、真面目な勤務ぶりを認められて、撫州刺史・容州刺史兼本管経略使を歴任、善政を敷いて住民に慕われた。のちには辞職して道士となったが、間もなく死んだ。
現在『戴叔倫』二巻が残っている。